# Albert Serratosa
Albert Serratosa i Palet  (Barcelona, 1927-21 de septiembre de 2015) fue un ingeniero de caminos, canales y puertos español, profesor emérito y catedrático de Ordenación del Territorio y Urbanismo en la Universidad Politécnica de Cataluña (UPC), destacado como planificador de grandes infraestructuras, como científico y divulgador del urbanismo.  Pensaba que los ingenieros tienen un compromiso social, que también es político, y humanístico: civilizar, construir un territorio ordenado, habitable para todos.

## Biografía
Comenzó a trabajar como funcionario en el Ayuntamiento de Barcelona en 1957. Participó en el Plan director del Área metropolitana de Barcelona de 1965, que se aprobó en 1968. Como subgerente de la Corporación Metropolitana de Barcelona puso en marcha los servicios públicos comunes, denominados entonces Comisión de Urbanismo y Servicios Comunes (eliminación de depósitos de residuos, escombros, cementerios de ámbito comarcal), y de allí pasó a ocupar la dirección del Plan General Metropolitano.  El 14 de noviembre de 1975 cesó en la Corporación Metropolitana, pero con el inicio del cambio político tras la muerte de Franco, en 1976 se aprobó el Plan General.
Después se hizo cargo de la promoción y dirección del Túnel del Cadí. Fue director del Plan Territorial Metropolitano de Barcelona (1988-2000) y asesor del consejero de Política Territorial de la Generalidad de Cataluña. En 1996 recibió la Cruz de Sant Jordi y en 2004 fue nombrado jefe del Instituto de Estudios Territoriales. Serratosa falleció el 21 de septiembre de 2015.

## Publicaciones
- Pensar el territori. Converses amb Albert Serratosa (2012)[3]
- Més enllà de l'urbanisme (2005)[6]
- Objetivos y metodologías de un plan metropolitano (1976)[8]
- ¿Infraestructuras sin territorio? Ed. Colegio de Ingenieros, Caminos, Canales y Puertos. 1992.